# فايري تيل زيرو
فايري تيل زيرو (بالإنجليزية: Fairy Tail Zero)‏ هي سلسلة مانغا يابانية كتبها ورسمها المانغاكا الياباني هيرو ماشيما وهي بادئة لمانجا فايري تايل والتي تصور الأحداث التي أدت إلى تشكيل نقابة السحرة الفخرية. تسلسلت المانجا في مجلة فايري تيل الشهرية من يوليو 2014م وحتى يوليو 2015م، حيث تم جمع 13 فصلاً في رواية مصورة واحدة من قِبل دار النشر كودانشا. كما أُصدر المجلد المجمع في أمريكا الشمالية من قِبل كودانشا الولايات المتحدة الأمريكية. تضمن الموسم الثامن من أنمي فايري تيل الذي بُثَ من يناير إلى مارس 2016م اقتباسات من القصة التي عُرضت في فايري تيل زيرو.

## القصة
تعمل مافيس فيرميليون البالغة من العمر ست سنوات بعد وفاة والديها كخادمة في"نقابة السحلية الحمراء للسحرة" والتي تقع في "جزيرة سيريوس". تندلع مناوشة عنيفة بين سحرّة "نقابة السحلية الحمراء" وسحرّة "نقابة الجمجمة الزرقاء"، نتيجة للغارة التي شنّتها "نقابة الجمجمة الزرقاء"، تصبح "مافيس" الناجية الوحيدة إلى جانب "زيرا" ابنة سيد "نقابة السحلية الحمراء"، التي أصبحت صديقتها. بعد سبع سنوات، ثلاثة من صيادي الكنوز - "يوري دريار" (الأب المستقبلي لماكاروف دريار في مانجا فايري تيل) و"بريشت قايبلوق" (الزعيم المستقبلي لنقابة السحرّة المظلمة قريموير هارت) و(قديس السحرّة المستقبلي) "وارود سيكوين"- يصل الثلاثة إلى الجزيرة بحثًا عن بقاياها المقدسة، والتي تسمى "بالجرم السماوي سيريوس". بينما يتعامل "يوري" مع المراهقة "مافيس" بشأن ملكية الجرم السماوي، يكتشفون أنه قد تم الاستيلاء عليه بالفعل من قبل سحرّة "نقابة الجمجمة الزرقاء"، فتقوم "مافيس" بتشكيل هدنة وحلف مع صياديّ الكنوز الثلاثة لاستعادة الجرم السماوي، وتقترح أن ترافقهم "زيرا" أيضاً.
تقوم المجموعة برحلة إلى مدينة "ماجنوليا"، حيث أقامت "نقابة الجمجمة الزرقاء" نظاماً وحشياً. تحاول "مافيس" خداع النقابة لإعادة الجرم السماوي باستخدام سحرها الخادع، لكنها تفشل في خداع سيد النقابة "جيفري". بعد أن تفوقت عليهم جماعة "الجمجمة الزرقاء"، تتراجع "مافيس" ومجموعتها إلى غابة قريبة حيث تواجه "مافيس" الساحر المظلم سيئ السمعة "زريف"، تتعاطف "مافيس" معه وهي غير مدركة لهويته بعد أن أدركت أنه مصاب بلعنة تقتل كل الحياة من حوله رغماً عنه. وامتناناً لتعاطفها معه، يوافق "زريف" على تعليم صياديّ الكنوز الثلاثة كيفية استخدام السحر حتى يتمكنوا من محاربة جماعة "الجمجمة الزرقاء"، ويساعدوا "مافيس" في عملية استرجاع الجرم السماوي.
بعد نجاح "مافيس" وأصدقائها في الإطاحة بجماعة "الجمجمة الزرقاء" والقبض على "جيفري"، تكتشف أن الجرم السماوي قد أصبح ملوثًا بسحر الشر. يتجاهل الصياد "يوري" تحذيراتها ويأخذ الجرم السماوي لنفسه، ليصبح ممسوساً بسحره ويندمج عن غير قصد مع تنين الهيكل العظمي الضخم لجماعة "الجمجمة الزرقاء"، ويثور بلا وعي في جميع أنحاء المدينة. تطرد "مافيس" السحر من "يوري" من خلال تطبيق القانون، وهو نموذج أولي تتعلمته من الساحر "زريف"، والذي يوقف العمر الجسدي لـ "مافيس" بشكل دائم كأثر جانبي.
يشعر "يوري" بالذنب بسبب تضحية "مافيس"، ويكرس حياته لحمايتها. بعد أن قبلت "مافيس" صداقته، اعترف لها أنه لا أحد يستطيع أن يرى أو يسمع "زيرا" بجانبها، وكشف أن "زيرا" كانت وهماً واعياً خلقته مافيس لا شعورياً بعد وفاة "زيرا" الحقيقية في الغارة التي شنتها "نقابة الجمجمة الزرقاء" على الجزيرة. بتشجيع من "زيرا" تتقبل "مافيس" أنها كانت مجرد وهم، مما يؤدي إلى اختفائها. لحماية وطمأنة شعب ماجنوليا، تنظم "مافيس" وصيادي الكنوز "نقابة فايري تايل" في ذكرى "زيرا".

## الإنتاج
في مقابلة تم تضمينها في رواية فايري تايل زيرو المصورة، قال هيرو ماشيما إنه رفض أولاً فكرة قيامه بإنشاء مانغا لمجلة فايري تايل الشهرية لأنه كان مشغولاً للغاية بسلسلة فايري تيل الأسبوعية والإشراف على صناعتها كأنمي. بعد أن تولى مهمة قصيرة متمثلة في تصميم شخصيات لعبة فيديو وقرر التركيز على المانجا مرة أخرى، خطط لفصل من المانجا تكون فيه شخصية "مافيس فيرميليون" بطلة للرواية. صُممت مافيس في الأصل لفايري تيل كشخصية جد عجوز، ولكن بعد أن أدرك ماشيما أن "مافيس" كان اسمًا نسائياً، وأن محرريه توقعوا أن تكون أنثى، أعاد تصورها كفتاة صغيرة ليفاجئ القراء. أدت شعبيتها إلى ظهورها في المزيد من فصول ومشاهد القصة الرئيسية، وألهمته أيضاً للتركيز على فايري تيل زيرو وعلى كيفية تأسيس النقابة.
تتكون كل فصول السلسلة الشهرية من 20 صفحة، كما هو الحال مع السلسلة الأسبوعية، وتمتد لمدة عام واحد عبر 13 عددًا. خطط المانغاكا ماشيما لإشراك "مافيس" في التغلب على الكراهية بين نقابات السحرّة، لكنه تخلى عن الفكرة بسبب تقيده بعدد الصفحات. وصمم شخصية "زيرا" خصيصاً للسلسة باعتبارها المتنمرة التي تصبح شخصاً لطيفاً لاحقاً، وشبهها بشخصية إبونين في البؤساء، وجعل لها حواجب سوداء سميكة تتناقض مع حواجب "مافيس" القصيرة النحيفة. كما حاول الحفاظ على سرية هوية "زيرا"، على الرغم من أن محرريه اكتشفوها بالفعل بعد قراءة الفصل الأول، وتفاجأوا عندما عادت للظهور مرة أخرى في الفصل التالي؛ ومع ذلك فقد كان قادراً على خداع ممثلة صوت "مافيس" الياباني، ماميكو نوتو.

## الإعلام

### المانجا
بدأ هيرو ماشيما كتابة ورسم السلسلة في العدد الأول من مجلة فايري تيل الشهرية لكودانشا في 17 يوليو 2014م وانتهى في العدد الثالث عشر والأخير من المجلة في 17 يوليو 2015م. ذكر المؤلف أنه على الرغم من أن المسلسل كان من المفترض أن يكون حصرياً للمجلة، فقد تلقى الكثير من الطلبات للحصول على نسخة الرواية المصورة. أُصدر المجلد المجمع الفردي في 17 نوفمبر 2015م.
تم ترخيص المسلسل في أمريكا الشمالية من قِبل كودانشا الولايات المتحدة الأمريكية، التي أعلنت عن ترخيصها في حدث "بوكس كينوكونيا" (بالإنجليزية: Books Kinokuniya)‏ في نيويورك في 15 نوفمبر 2015م، ونشرت المجلد الذي تم جمعه في 12 يوليو 2016م.

### الأنمي
تم الإعلان عن بدء السلسلة "فايري تيل زيرو" المشتقة من مسلسل الأنمي التلفزيوني فايري تيل على المجلد 52 وعلى الفصل المجمع الفردي من المسلسل. تم عرض السلسلة لأول مرة في 9 يناير 2016م. بثت خدمة البث "فنميشن" (بالإنجليزية: Funimation)‏ المسلسل كجزء من الموسم الثامن للأنمي بدبلجة إذاعية في أمريكا الشمالية.

## الاستقبال
احتلت التانكوبون من فايري تيل زيرو المرتبة 11 في المبيعات بنهاية الأسبوع الأول من إطلاقها، حيث بيع منها ما يقارب الـ 7،104،878 نسخة. احتل المجلد المرتبة 21 في الأسبوع الثاني والمرتبة 40 في الأسبوع الثالث. أدرجت نيويورك تايمز إصدار أمريكا الشمالية في المرتبة العاشرة من بين أفضل المانجا مبيعاً في نهاية الأسبوع الأول،والثامن في الأسبوع الثاني.

## روابط خارجية
- Official anime website
باللغة اليابانية.
- فايري تيل زيرو (مانغا) في شبكة أخبار الأنمي